# Număr irațional

Ipotenuza unui triunghi dreptunghic isoscel cu catetele egale cu 1 este un număr irațional,.

În matematică, un număr irațional este un număr real care nu se poate exprima ca raportul a două numere întregi. Prin contrast, numerele reale care se pot exprima ca raportul (rația) dintre doi întregi se numesc numere raționale. Spre deosebire de acestea din urmă, numerele iraționale au un număr infinit de zecimale neperiodice, fiind echivalente cu o sumă infinită de fracții cu numitorul puteri ale numărului 10. Pot apărea prin extragerea radicalilor din numere naturale care nu constituie puteri cu exponent întreg pozitiv (perfecte) ale unei baze oarecare număr natural (numere algebrice) sau din sume infinite (numere transcendente). Un exemplu de număr rezultat dintr-o sumă infinită este 
numărul e rezultat din suma inverselor factorialelor.
Aceste numere apar în diferite probleme geometrice ca lungimea diagonalelor unui pătrat funcție de latura sa, latura unui pătrat funcție de aria sa, lungimea laturilor unui triunghi dreptunghic.

## Definiție algebrică
Considerând corpul numerelor raționale ℚ, inclus în corpul numerelor reale ℝ (ℚ ⊆ ℝ), mulțimea numerelor iraționale {\displaystyle \mathbb {I} } se poate defini ca diferența dintre mulțimile ℝ și ℚ:
{\displaystyle \mathbb {I} =\mathbb {R} \setminus \mathbb {Q} }
adică:
{\displaystyle \mathbb {I} =\{x|x\in \mathbb {R} ,x\notin \mathbb {Q} \}\!}
{\displaystyle \mathbb {I} } este o mulțime infinită și nenumărabilă.

## Definiție analitică
O definiție riguroasă a numerelor iraționale se poate face prin metodele analizei matematice, mai exact prin metoda „tăieturilor” a lui Dedekind.

## Exemple
Câteva exemple de numere iraționale, de naturi diferite între ele, algebrice sau transcendente:
- Raportul de aur, notat cu litera grecească Φ (phi majuscul) sau cu φ (phi minuscul), care se citesc „fi”, este aproximativ egal cu 1,618033 și poate fi întâlnit în cele mai surprinzătoare împrejurări.
- rădăcina pătrată a lui 2, notată {\displaystyle \scriptstyle {\sqrt {2}}}, cu valoarea aproximativă de 1,4142135.
- numărul π (pi), cu valoarea aproximativă de 3,141592653.
- numărul e, baza logaritmilor naturali, cu valoarea aproximativă 2,7182818.
- sin(1°) (sinusul unghiului de 1 grad).
- logaritmii zecimal și natural ai numărului 2, în general logaritmii naturali ai oricărui număr natural mai mare ca 1.
- soluția ecuației algebrice x5 - 3x + 3 = 0. Această soluție este un număr real, irațional, deci care nu se poate exprima ca raport de doi întregi, și care însă, altfel decât s-ar putea crede, nu se poate exprima nici prin rădăcini (radicali), de nici un ordin.

## Proprietăți
Există și numere reale despre care nu se știe încă dacă sunt raționale sau iraționale, spre exemplu suma π + e și multe altele.
Numerele iraționale pot fi transcendente, spre deosebire de numerele raționale care sunt întotdeauna algebrice. Un număr este numit „algebric” dacă este soluția unei ecuații algebrice cu coeficienți raționali, de genul x5-3x+3=0. Numărul irațional {\displaystyle {\sqrt {3}}}, de exemplu, este algebric, în timp ce numerele e și π s-a demonstrat că sunt transcendente.
Numerele iraționale sunt întotdeauna fracții zecimale cu un număr nesfârșit de zecimale, neperiodice. În scris, zecimalele cele mai puțin semnificative se reprezintă simbolic cu 3 puncte "..."; de exemplu π = 3,1415926... , sau e = 2,7182818...
Dacă un număr zecimal oarecare are un număr infinit de zecimale, care însă se repetă periodic, eventual în grupuri, atunci el se poate exprima întotdeauna ca raportul a două numere întregi, deci numărul zecimal în discuție este un număr rațional. Spre exemplu, numărul 4,37295295295... , notat și 4,37(295), este egal cu 4 + 37/100 + 295/99.900 = 436.858/99.900.
Pot fi aproximate prin numere raționale cu aproximație diofantică.